# Гордєєва Катерина Володимирівна
Катерина Володимирівна Гордєєва (нар. 23 березня 1977, Ростов-на-Дону) — російська журналістка, кінодокументалістка, письменниця. Найбільшу популярність отримала як кореспондентка і авторка документальних фільмів на НТВ (2003—2012). Співавторка книги «Час колоти лід».

## Життєпис
Катерина Гордєєва з медаллю закінчила математичну школу № 5 (нині — П'ята гімназія) в Ростові-на-Дону, але свою журналістську діяльність вона почала ще до закінчення школи. Мріючи бути дитячим хірургом, Катерина з 12-и років підробляла під час літніх канікул санітаркою, спочатку у відділенні патології вагітності 20-ї міської лікарні Ростова-на-Дону, а потім — у відділенні патології новонароджених ростовського НІІАПа. Про те, що побачила у відділенні, де лежали немовлята-відмовники, 13-річна Катерина Гордєєва написала до газети «Вечірній Ростов». Незабаром їй запропонували стати кореспонденткою першого в Ростові-на-Дону приватного видання, ділового тижневика «Місто N».
Одночасно з цим Катерина Гордєєва починає співпрацювати з молодіжної артіллю Ростовського телебачення (МАРТ), працюючи з Кирилом Серебренніковим та Олександром Расторгуєвим.
У 1993-му році Катерина Гордєєва робить спробу вчитися в Парижі, на факультеті для іноземців Сорбонни, але, за її словами, «зміни, що відбуваються на Батьківщині, змусили повернутися».
У 1994 році вона навчається у Ростовському державному університеті на факультеті філології та журналістики.
У 1999 році Катерина Гордєєва закінчила факультет журналістики Московського державного універитету імені М. В. Ломоносова. У 2005 році додатково отримала диплом спеціалістки історії Школи мистецтв Леонардо да Вінчі (Італія).

### Телебачення
У 1994-му році на запрошення керівництва телекомпанії ВІD Катерина Гордєєва приїжджає до Москви. З 1995 по 1996 роки працювала редакторкою, кореспонденткою і авторкою програми «Тема». Також працювала у програмі «Погляд».
В 1997 році — авторка програми «Родом із дитинства» (НТВ, ТВ Центр).
З 1997 по 1999 рік Катерина Гордєєва працювала парламентською кореспондентою підсумкової аналітичної програми «День сьомий» на каналі «ТВ Центр» під керівництвом Лева Бруні.
У 2001 році, разом з командою Євгена Кисельова, пішла після розгону НТВ. Катерина Гордєєва перейшла на телеканал ТВ-6, де працювала паралельно з основною роботою в російській службі Бі-бі-сі під псевдонімом «Марія Рассказова».
В кадрі та під своїм іменем (одночасно з редакторською роботою) Катерина Гордєєва почала працювати в червні 2002 року, коли на шостий кнопці в ефір вийшов новий телеканал ТВС. Він був заснований журналістами, які раніше працювали на телеканалах НТВ та ТВ-6.
Після закриття ТВС в червні 2003 року, на запрошення відомого кореспондента і телеведучого Олексія Пивоварова, Катерина Гордєєва перейшла працювати до інформаційної редакції НТВ. Перший час на НТВ Гордєєва працювала за кадром — писала підводки, домовлялася про зйомки сюжетів, допомагала кореспондентам монтувати сюжети. Працювала редакторкою щоденної телепрограми «Країна і світ» з Асет Вацуювою та Олексієм Пивоваровим.
З 2003 року працювала кореспондентом Служби інформації НТВ (програми «Сьогодні», «Країна і світ», «Особистий внесок» і «Намедни»). Стати кореспонденткою їй запропонувала Тетяна Міткова.
У 2005 році Катерина Гордєєва зняла документальний фільм «Рубльовські дружини» про життя жінок за високими парканами дач на Рубльовському шосе. Її головною героїнею стала Оксана Робскі, авторка роману «Casual». Після успіху фільму керівництво НТВ запросило Робскі вести денну програму «Для тебе».
У 2006 році, після загибелі Іллі Зіміна, Микола Картозія покликав Катерину Гордєєву до створеної Дирекції праймового мовлення НТВ. З осені 2006 року вона стає спеціальною кореспонденткою Дирекції праймового мовлення і постійною авторкою програми «Професія — репортер». У листопаді цього ж року на НТВ вийшов фільм-концерт «Заборонені пісні — 2» (ведучі — Сергій Шнуров та Йосиф Кобзон), авторкою сценарію якого була Гордєєва.
Найгучнішими фільмами циклу «Професія — репортер», авторкою яких була Катерина Гордєєва, стали: «Життя у позику» (2005) — спроба реабілітації російських трансплантологів, чия робота була фактично паралізована у зв'язку зі скандалом навколо 20-ї московської лікарні, спровокованим репортажем Аркадія Мамонтова; «Достукатися до небес» (2006, у співавторстві з Вадимом Такменєвим); «Саддам. Запрошення на страту» (2007) — репортаж про страту Саддама Хусейна; «Люди добрі» (2007) — перше на російському федеральному ТБ дослідження благодійного сектора; «Підірваний маршрут» (2007) — репортаж про теракт в Тольятті; «Знайти крайнього» (2008) — про людей, яких «роблять» відповідальними; «Йдучи, гасіть світло» (2009) — перший на федеральному ТБ фільм про паліативну медицину; «Невський» (2009) — репортаж про підрив «Невського експреса»; «Ми не овочі» (2010) — дослідження протестних настроїв в Росії; «Покоління Нуль» (2010) — перший в історії російського федерального ТБ дослідження покоління, що народилося й виросло після перебудови. У 2010 році вийшов її документальний фільм про побиття Олега Кашина в програмі «Професія — репортер».
З 2008 по 2009 рік — авторка і ведуча проєкту «Росіяни не здаються!» на НТВ. У вересні 2011 року повністю провела один з випусків програми «Нтвшнікі» замість Антона Хрекова. В цей же час працювала кореспонденткою у програмі Вадима Такменєва «Центральне телебачення».
Паралельно з роботою на НТВ з 9 листопада 2010 року по 30 березня 2011 року разом з Антоном Хрековим Катерина Гордєєва вела ранкову інформаційну програму «Прайм-тайм» на радіостанції «Срібний дощ».
У 2012 році Катерина Гордєєва спільно з продюсеркою Софією Гудковою та режисером Сергієм Івановим знімає трисерійний документальний проєкт «Перемогти рак», у якому беруть участь відомі люди, які зіткнулися з хворобою: Михайло Горбачов, Людмила Улицька, Еммануїл Віторган, Лайма Вайкуле, Марі Фредрікссон, а також провідні російські та світові онкологи. На думку телекритики, «Перемогти рак» — перший в історії російського ТБ проєкт, достовірно і пронизливо, але в той же час точно, документально і науково розповідає про хворобу, яка, так чи інакше, торкнулася кожної людини на планеті. Девіз проєкту — «Перемогти рак — значить перемогти страх. Ви маєте право знати». За визнанням автора, в першу чергу, проєкт носив просвітницький характер, маючи своєю метою руйнування звичних міфів і стереотипів про хвороби. «Перемогти рак» був удостоєний премії «Лаврового вінка» як найкращий просвітницький фільм.
Проєкт «Перемогти рак» вийшов в ефір НТВ наприкінці березня 2012 року. У квітні Катерина Гордєєва покинула телеканал на знак протесту проти демонстрації на каналі фільму «Анатомія протесту» виробництва Дирекції правового мовлення і проти звільнень своїх колег, в числі яких було звільнення Миколи Картозії.

### Після того, як пішла з НТВ

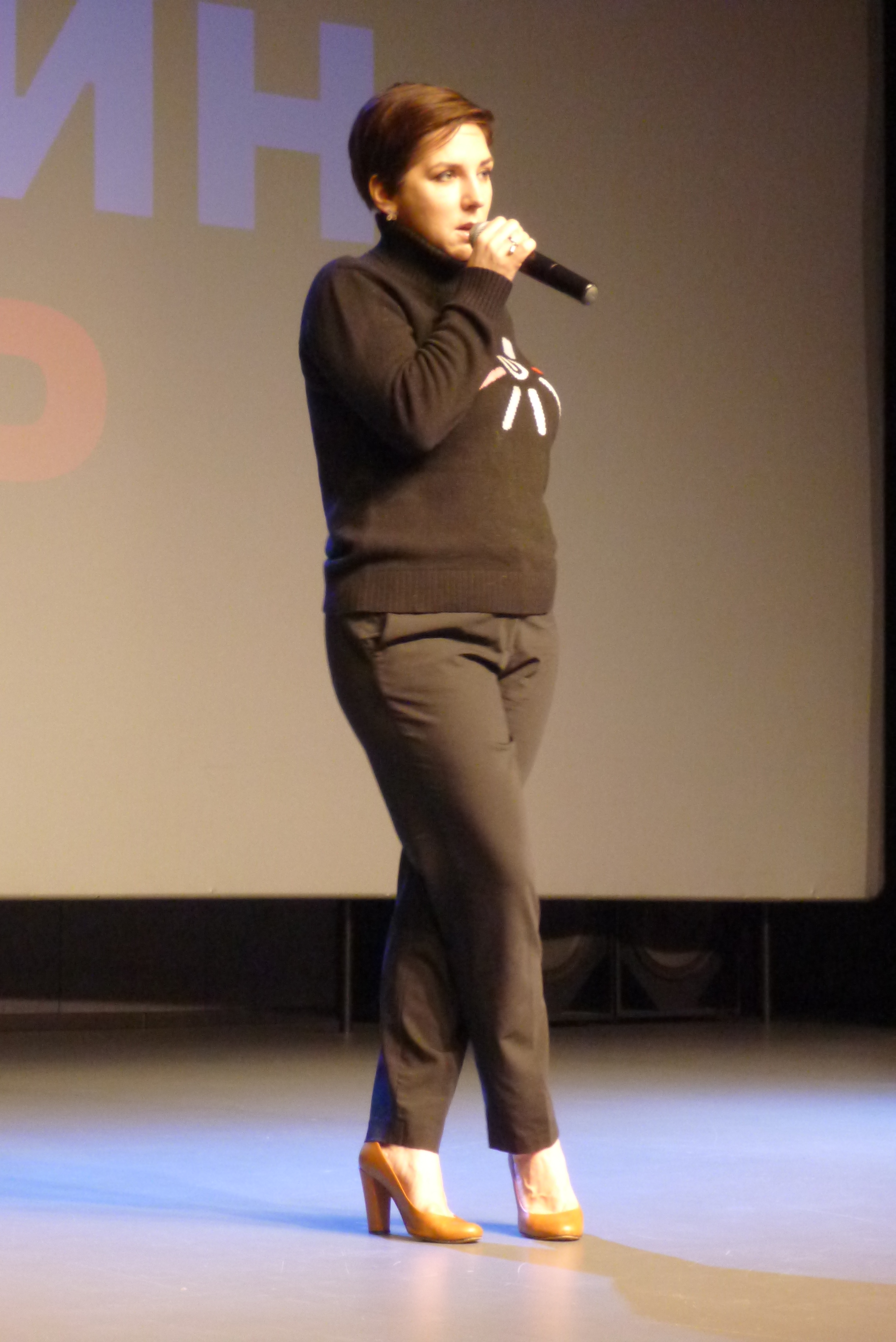
Катерина Гордєєва в Єльцин-центрі, 27 січня 2019 року на презентації свого фільму

З травня 2012 року на запрошення Світлани Миронюк Катерина Гордєєва працювала в «РІА Новости», брала участь у створенні документальної дирекції та її проєктів: «Відкритий показ» та «Відкрита лекція».
У грудні 2012 року відбулася прем'єра фільму «Дівчата летять», знятого Катериною Гордєєвою у співавторстві з режисером Дмитром Альтшулером-Курчатовим. Фільм присвячений проблемам підліткового дозвілля в Росії. Фільм отримав спеціальний приз UNESCO. 20 грудня того ж року Гордєєва стала ведучою «Останнього шоу на Землі» на тему майбутнього кінця світу, який вийшов в ефір на телеканалі ТВ-3.
У травні 2013 року видавництво «Захаров» випускає книгу Катерини Гордєєвої «Перемогти рак». Книга виходить накладом 10 тисяч примірників. Її підзаголовок: «Як впоратися з відчаєм і знайти в собі сили боротися з хворобою». 1 червня 2013 року Катерина Гордєєва була однією з ведучих спеціального телемарафону до Дня захисту дітей «Прощавай, дитячий будинок!» на телеканалі «Дождь» (разом з Ксенією Турковою, Оленою Погребижською та Катериною Шерговою).
В грудні 2013 року, у зв'язку з ліквідацією «РІА Новости» і його трансформацією в державне агентство «Росія сьогодні», Катерина Гордєєва звільнилася з агентства.
У січні 2014 року на «Першому каналі» вийшов двосерійний документальний фільм «Голоси» — докладне і точне занурення, пронизлива і достовірна розповідь про дітей блокадного Ленінграда, яку Катерина Гордєєва зробила у співавторстві з режисером Сергієм Нурмамедом. У лютому того ж року в ефір виходить її авторське ток-шоу «Життя як диво» на телеканалі ТВ-3.
У 2015 році на замовлення «Першого каналу», у співавторстві з режисерами Сергієм Нурмамедом та Дмитром Альтшулером-Курчатовим, Гордєєва знімає фільм «Діти Йосипа», який повинен був вийти в ефір до ювілею поета Йосипа Бродського. Однак в ефірі фільм показаний не був. Показ «Дітей Йосипа» став спеціальною подією фестивалів «Медіани Тихого» та «Артдокфест».
У 2015 році Катерина Гордєєва отримала посвідку на проживання в Латвії на підставі купівлі ділянки землі в Аматциємсі, де збирається збудувати будинок.
З січня по грудень 2016 року Катерина Гордєєва співпрацювала з виданням «Meduza». На даний час вона співпрацює з порталом colta.ru, виданням «Правмір» серед найпомітніших її робіт як інтерв'юера за останній час — інтерв'ю з вдовою Сергія Бодрова-молодшого Світланою, записане через п'ятнадцять років після трагічної загибелі актора.
У серпні 2017 року разом з низкою інших діячів російської культури підписала поруки за свого колишнього колегу Кирила Серебрєннікова, що перебуває під слідством.
У жовтні 2017 року відбулася прем'єра документального фільму Катерини Гордєєвої, випущеного у співавторстві з Леонідом Парфьоновим, — «#ЯПРОШЛА». У фільмі розповідається про кількох дівчат, які зіткнулися з раком грудей, і про те, як важлива рання діагностика цієї хвороби.
У серпні 2018 року в співавторстві з журналістом Романом Супером зняла документальний фільм «Театральна справа» про справу Сьомої студії та Кирила Серебреннікова. Фільм вийшов на YouTube, зібравши більше 300 тисяч переглядів.
8 жовтня 2018 року Катерина Гордєєва разом з групою російських жінок відвідала територію Нагірного Карабаху на запрошення дружини прем'єр-міністра Вірменії Нікола Пашиняна Анни Акопян. 15 жовтня 2018 року оголошена персоною нон ґрата в Азербайджані «за грубе порушення законодавства республіки — незаконне відвідування окупованих територій Азербайджану».
Наприкінці 2018 року в співавторстві з акторкою і співзасновницею фонду «Подаруй життя» Чулпан Хаматовою випустила книгу «Час колоти лід» [Архівовано 24 березня 2019 у Wayback Machine.] (ред. Олени Шубіної, 2018 р. ISBN 978-5-17-107934-5)
Катерина Гордєєва є піклувальником благодійних фондів «Подаруй життя» та «МойМио», членом правління дитячого госпісу «Будинок з маяком». Володіє англійською, французькою та італійською мовами.

## Громадська позиція
У грудні 2011 року підписала звернення діячів культури і медіа, в якому ті закликали москвичів вийти на мітинг на проспекті Сахарова 24 грудня.

## Фільмографія
- 2018 — «Як Серебренніков витратив 218 мільйонів» (у співавторстві з Романом Супером)[54]
- 2017 — «Людина нізвідки»[55]
- 2017 — «Зміни одне життя» (документальний серіал на замовлення благодійного фонду «Зміни одне життя»)[56]
- 2017 — «#ЯПРОШЛА» (у співавторстві з Леонідом Парфьоновим, студією «Намедни» та Центром документального кіно на замовлення фонду «Генеза»)
- 2015 — «Діти Йосипа» («Кухня № 1» на замовлення «Першого каналу»)
- 2014 — «Голоси» («Кухня № 1» на замовлення «Першого каналу»)
- 2012 — «Дівчатка летять» (ТОВ «Нове життя» на замовлення проєкту «Країна дітей»)
- 2012 — «Перемогти рак» (НТВ)
- З циклу «Професія — репортер», НТВ[57]:

2010 — «Покоління НУЛЬ»
2010 — «Ми не овочі»
2009 — «Невський»
2009 — «Далі — тиша»
2009 — «Йдучи, гасіть світло»
2008 — «Росіяни не здаються!»
2008 — «Російське євро»
2008 — «Точка кипіння»
2008 — «Якщо настане завтра»
2008 — «Хвилини слави»
2007 — «Звичайне диво»
2007 — «Світ позитиву»
2007 — «Куди уходить дитинство»
2007 — «Знайти крайнього»
2007 — «Підірваний маршрут»
2007 — «Адреналін»
2007 — «Руссо туристо»
2007 — «Цирк під зірками»
2007 — «Люди добрі»
2007 — «Місто, якого немає»
2007 — «Саддам. Запрошення на страту»
2006 — «Достукатися до небес»
2005 — «Життя у позику»
2005 — «Рубльовські дружини»

## Особисте життя
- У 2014-му році Катерина Гордєєва вийшла заміж за засновника проєкту «Відкрита бібліотека» Миколу Солоднікова.
- Пара виховує чотирьох дітей[58]: Олександру (2010), Георгія (2011)[59], Якова (2015) та Єлизавету (2016).

## Цікаві факти
- Катерина Гордєєва наполягає на тому, що вона російською саме Катерина, а не Екатерина, оскільки саме це ім'я записано у неї в паспорті. За її словами, це ім'я було вибрано тому, що в її родині любили читати «Ходіння по муках» Олексія Толстого[8].